# Lago Madatapa
El lago Madatapa ( en idioma georgiano: ტბა მადათაფა), es un lago en la región de Samtsje-Yavajeti en el sudeste de Georgia, a unos 100 kilómetros de la capital del país Tiflis y cerca de la frontera con Armenia, al norte de Bavra. 

## Descripción
El área alrededor del lago se compone principalmente de pastizales. Tiene una superficie de 885 hectáreas, una altitud de 2.108 m y una profundidad máxima de 1,7 m., el lago destaca por su raza paravaniana de carpa común y ha sido considerado como un sitio de producción de pesca comercial. Se encuentra en una de las zonas más propensas a los terremotos del Cáucaso.

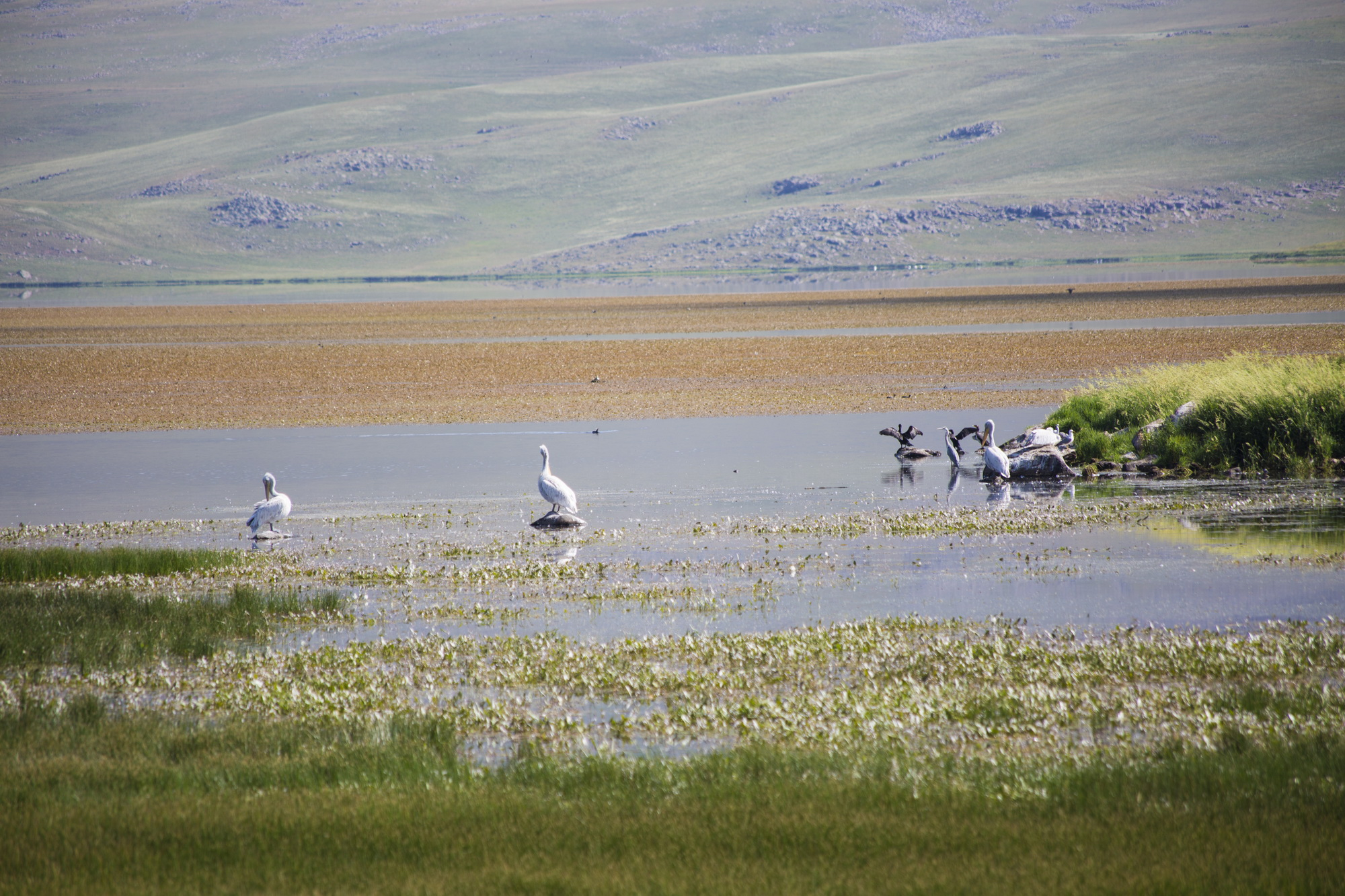
Pelicanos en el lago Madatapa.

Es un lago poco profundo, junto con el Lago Khanchali, es uno de los más importantes del país para la cría y puesta en escena de aves acuáticas como los pelicanos de la especie Pelecanus crispus, una de las especies más raras de pelícanos del mundo. Tiene un característico plumaje blanco con los extremos de las alas oscuras, y una bolsa de color rosa o naranja debajo del pico. Suelen volar a velocidades de 75km/h.
Las aldeas de Zhdanovakani , Epremovka , Troitskoye y Sameba se encuentran alrededor del lago. El lago Biketi se encuentra al norte.

## Climatología
El distrito es parte de la zona climática hemiboreal. La temperatura media anual en la zona es de 2 °C . En verano, la temperatura del agua alcanza los 17-18 °C. En invierno, casi se congela hasta el fondo. El agua está pobremente mineralizada.